# Suddenly (Caribou)
Suddenly è il decimo album in studio del musicista canadese Dan Snaith, pubblicato a nome Caribou nel 2020.

## Tracce
1. Sister – 2:11
2. You and I – 4:03
3. Sunny's Time – 2:49
4. New Jade – 3:37
5. Home – 2:36
6. Lime – 2:55
7. Never Come Back – 5:05
8. Filtered Grand Piano – 0:53
9. Like I Loved You – 4:05
10. Magpie – 3:55
11. Ravi – 4:29
12. Cloud Song – 6:50